# Zbigniew Drabik
 Zbigniew Drabik (ur. ok. 1907 przypuszczalnie w Warszawie  – zm. 28 sierpnia 1944 w Warszawie), pseudonim Ar-Gus – polski autor tekstów i kompozytor.
Jako autor piosenek debiutował w 1930 roku. Napisał tekst do piosenek: Jalousie, Wolnoć Tomku w Swoim Domku, Grenada Śpi, które ukazały się po zakończeniu wojny nakładem wytwórni "Melodie". Zginął w czasie Powstania Warszawskiego.